# Francesco Agello
Francesco Agello (Casalpusterlengo, 27 dicembre 1902 – Bresso, 26 novembre 1942) è stato un militare e aviatore italiano, autore del primato mondiale di velocità su idrovolanti, raggiunto nell'ottobre 1934 ai comandi di un Macchi-Castoldi M.C.72 portato alla velocità media di 709,202 km/h, un valore, per la categoria idrovolanti con motore a pistoni, tuttora insuperato.

## Biografia

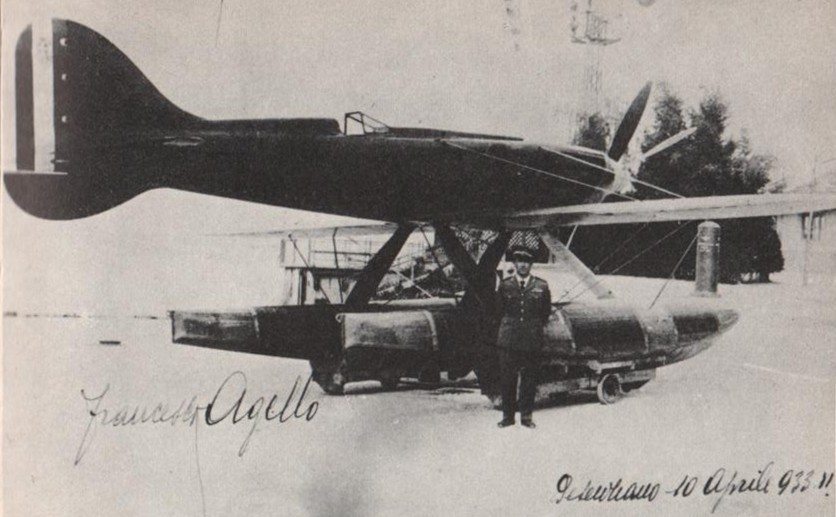
Francesco Agello posa accanto al Macchi-Castoldi M.C.72, Desenzano 10 aprile 1933.

Francesco Agello nacque a Borasca di Casalpusterlengo il 27 dicembre 1902. Praticò vari sport, come la ginnastica, il nuoto, la bicicletta, il calcio e, in particolare, si appassionò alle motociclette e alla velocità. Conseguì il brevetto di pilota militare nel 1924 e quattro anni dopo fece domanda per la Scuola Alta Velocità della Regia Aeronautica che aveva sede a Desenzano del Garda, venendovi ammesso il 15 maggio 1928 prendendo quindi parte al primo corso per piloti d'alta velocità. Inizialmente col grado di sergente maggiore, e poi di maresciallo, collaudò quasi tutti i tipi di idrovolanti da corsa in uso presso la Scuola, al cui comando c'era il colonnello Mario Bernasconi.
Nel 1929 fu tra i membri della squadra italiana a partecipare alla Coppa Schneider, gara internazionale di velocità pura per idrovolanti istituita nel 1913 dal pilota, ingegnere ed industriale francese Jacques Schneider. L'edizione fu alla fine vinta dal Regno Unito. Un anno dopo, nel 1930, Agello partecipò al giro aereo d'Italia per aerei da turismo, mentre nel 1932 vinse la Coppa Baracca.
Il 10 aprile 1933, sul Lago di Garda, si aggiudicò il primato mondiale assoluto di velocità ad una media di 682,078 km/h sull'idrovolante Macchi-Castoldi M.C.72, dotato di un motore Fiat AS.6 da 2.500 HP. Poco più di un anno dopo, alle ore 14:56 del 23 ottobre 1934, superò il suo stesso primato raggiungendo la media di 709,202 km/h: il volo, consistente in quattro passaggi sopra la Scuola di Desenzano e durato non più di quindici minuti, si svolse con il medesimo idrovolante, ma con un motore più potente, un Fiat AS.6 da 3.000 HP. Il record venne inviato dall'Aero Club d'Italia alla FAI per essere omologato: per la categoria idrovolanti con motore a combustione interna (sottoclasse C-2, Gruppo 1), il primato di Agello è ancora imbattuto. L'M.C.72 del primato mondiale di velocità di Agello è conservato nel Museo storico dell'Aeronautica Militare di Vigna di Valle, sul lago di Bracciano.

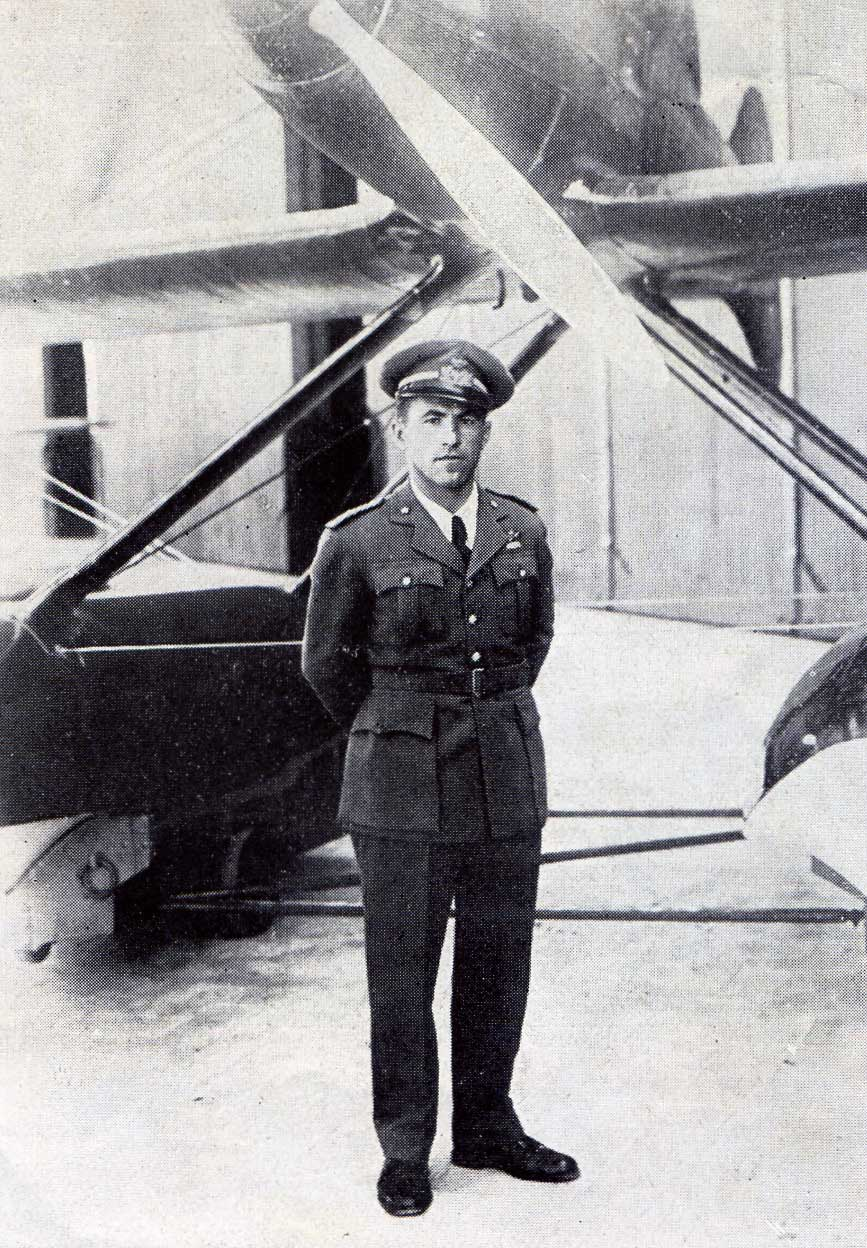
Francesco Agello davanti al Macchi-Castoldi M.C.72

Per i suoi primati del 1933 e del 1934, Agello venne promosso sottotenente e gli venne conferita la medaglia d'oro al valore aeronautico. Nel 1935 divenne tenente e fu trasferito al Centro sperimentale di Guidonia. Nel 1936, già capitano, fu nominato collaudatore dell'ufficio di sorveglianza tecnica, quindi, dal 1938 al 1940, comandante della Scuola Alta Velocità. Successivamente trasferito all'aeroporto di Milano-Malpensa come collaudatore, mise a punto il Reggiane Re.2001bis nell'aprile o nel luglio 1941.
Perì in una collisione in volo il 24 novembre 1942 quando il Macchi M.C.202 che stava collaudando si scontrò con un caccia dello stesso tipo pilotato dal tenente colonnello Guido Masiero sull'aeroporto di Milano-Bresso, allora campo di volo della Breda.
Agello venne sepolto nel Cimitero maggiore di Crema.

## Dediche e riconoscimenti
L'Alitalia ha intitolato a Francesco Agello il Boeing 767 con marche I-DEIG, in servizio dall'aprile 1997 al settembre 2012.
Il portale web dell'Aeronautica Militare ha proposto una pagina, intitolata "I grandi aviatori", dove vengono citate le maggiori personalità storiche dell'aviazione italiana, ponendo Agello tra di esse.